# Centre de conservation du Québec
Pour les articles homonymes, voir CCQ.
Le Centre de conservation du Québec (CCQ) est une institution nationale fondée en 1979 par le Gouvernement du Québec. L’institution relève du ministère de la Culture et des Communications.

## Description
Le mandat du Centre consiste à fournir des services professionnels de restauration et d’expertise, à sensibiliser les institutions muséales (et autres) à l’importance de la conservation et à encourager le développement de la connaissance, des compétences et des aménagements nécessaires à la meilleure conservation du patrimoine mobilier.
Le CCQ rassemble la plus importante équipe de restaurateurs au Québec, qui sont répartis dans 7 ateliers : archéologie / ethnologie, bois, métal / pierre, œuvres sur papier, peintures, sculptures et textiles. Sa clientèle se compose des gestionnaires des collections d’État, des institutions muséales, des OBNL, des sociétés d’État, des entreprises et des particuliers.
Les restaurateurs du CCQ publient régulièrement des articles dans le magazine québécois Continuité ainsi que des ouvrages scientifiques, guides et documents portant sur la conservation préventive et la restauration.
Parmi ses récompenses, le Centre de conservation du Québec a reçu deux prix en santé et sécurité de l’Association paritaire pour la santé et la sécurité du travail secteur administration provinciale (APSSAP) en 2003 et en 2006, le prix d’excellence catégorie conservation de l’AMC (Association des musées Canadiens) en 2005 et le prix innovation en santé et sécurité au travail de la Commission de la santé et de la sécurité du travail (CSST) en 2006.